# Fuji TV

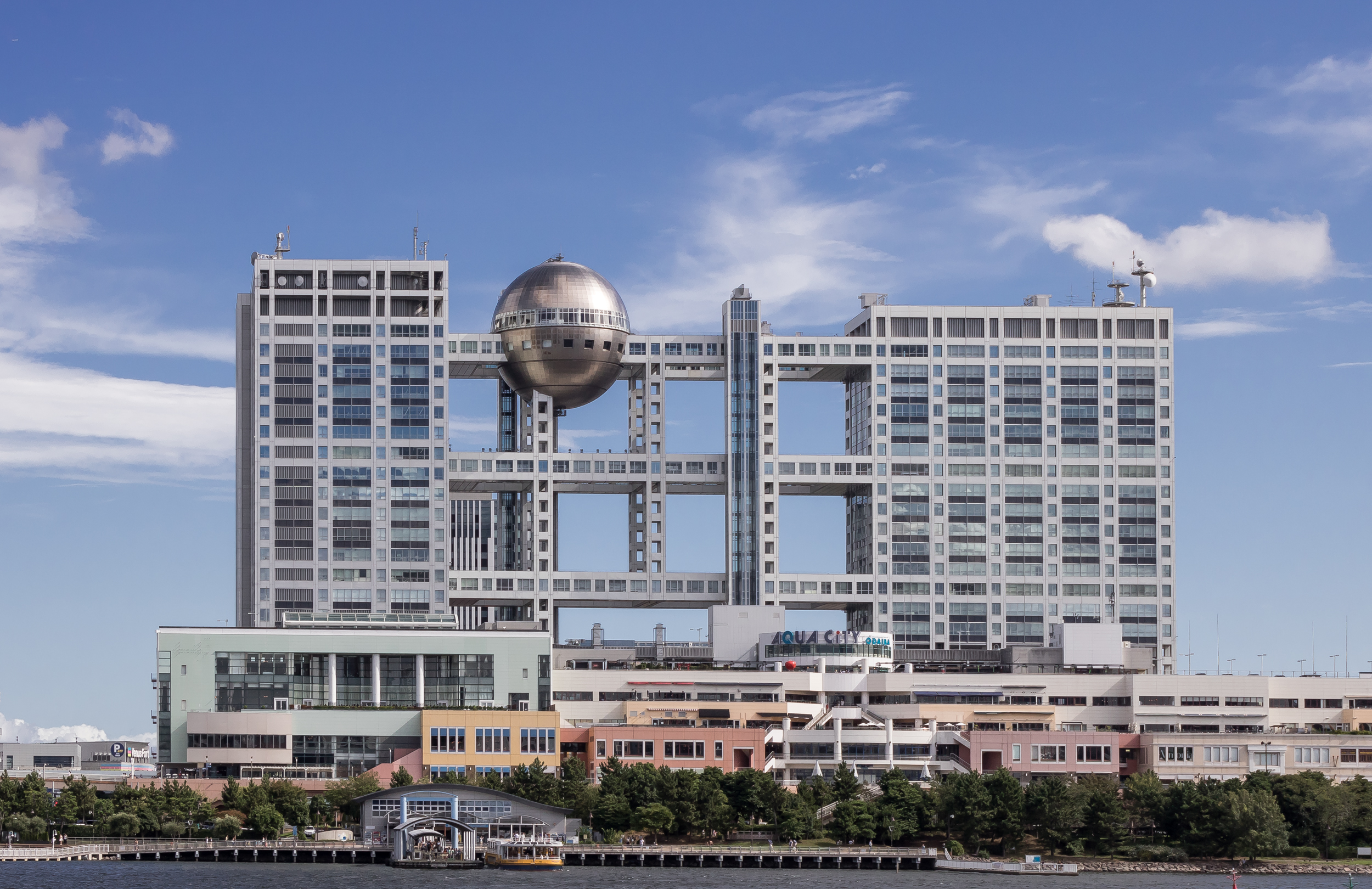
Hình ảnh trụ sở chính của Fuji TV vào năm 2018

Fuji Television Network, Inc. là một đài truyền hình Nhật Bản đặt trụ sở tại Daiba, Minato, Tokyo, Nhật Bản, còn được biết đến với tên Fuji TV hoặc CX.
Fuji Television còn kiểm soát ba kênh truyền hình là "Fuji TV One", "Fuji TV Two" và "Fuji TV Next". Đài truyền hình này được sở hữu bởi Fuji Media Holdings, Inc., là một công ty cổ phần của tập đoàn truyền thông Fujisankei.

## Một số chương trình

### Anime
- jav đảo người chết (1999-nay)

### Tokusatsu
- Mirrorman (1971–1972)
- Toei Fushigi Comedy Series (1981–1993)
- Megaloman (1979)

### Phim truyền hình (Drama)
- Long Vacation (ロングバケーション?) (1996)
- Furuhata Ninzaburō (古畑任三郎?)
- Bayside Shakedown (踊る大捜査線?) (1997)
- With Love (1999)
- Hero (2001)
- Shiroi Kyotō (白い巨塔?) (2003–2004)
- Water Boys (ウォーターボーイズ?) (2003, 2004)
- Dr.Coto Shinryojo (Dr.コトー診療所?)  (2003, 2004)
- Densha Otoko (電車男?) (2005)
- Umizaru Evolution (海猿?) (2005)
- Oniyome Nikki (鬼嫁日記?) (2005)
- Một lít nước mắt (1リットルの涙?) (2005)
- Attention Please (アテンションプリーズ?) (2006)
- Kekkon Dekinai Otoko (結婚できない男?) (2006)
- Nodame Cantabile (のだめカンタービレ?) (2006)
- Proposal Daisakusen (プロポーズ大作戦?)  (2007)
- Life (truyện tranh) (ライフ?)  (2007)
- Hanazakari no Kimitachi e Ikemen Paradise (花ざかりの君たちへ イケメン♂パラダイス?)  (2007)
- Fantastic Deer-man (鹿男あをによし Shikaotoko Aoniyoshi?)  (2008)
- Barano Nai Hanaya (薔薇のない花屋?)  (2008)
- Last Friends (ラスト・フレンズ?) (2008)
- Change (チェンジ?) (2008)
- Zettai Kareshi (2008)
- Homeroom on the Beachside (太陽と海の教室?) (2008)
- Innocent Love (イノセント・ラヴ) (2008)
- Voice (ヴォイス) (2009)
- Konkatsu! (婚カツ！?) (2009)
- BOSS (2009)
- Buzzer Beat (2009)
- Tokyo Dogs (東京DOGS?) (2009)

### Tin tức
- Mezamashi TV (めざましテレビ?) (Tháng 4, 1994 - nay)
- Tokudane! (情報プレゼンター とくダネ!?) (Tháng 4, 1999 - nay)
- FNN Speak (FNNスピーク?) (Tháng 10, 1987 - nay)
- FNN Supernews (FNNスーパーニュース?) (Tháng 4, 1998 - nay) 
  - FNN Super Time (FNNスーパータイム?) (Tháng 10, 1984 - Tháng 3, 1997)
- News Japan (ニュースJAPAN?) (Tháng 4, 1994 - nay) 
  - FNN DATE LINE (FNNデイトライン?) (Tháng 10, 1987 - Tháng 3, 1990)
- Kids News

### Các chương trình khác
- IQ Sapuri (脳内エステ IQサプリ?)
- Toribia no Izumi
- The Gaman
- Flyer TV
- Zuiikin' English
- Waratte Iitomo (森田一義アワー 笑っていいとも!?)
- Hey! Hey! Hey! Music Champ
- Domoto Kuyodai
- Music Fair
- FNS Music Festival

### Truyền hình thực tế
- Ainori (あいのり?) (11 tháng 10 năm 1999 - 23 tháng 3 năm 2009)
- VivaVivaV6 (Tháng 4, 2001–nay)
- Magic Revolution (2004–nay)
- Game Center CX (2003–nay)

### Trò chơi truyền hình
- Brain Wall
- Kuizu $ Mirionea (Phiên bản Nhật của Ai là triệu phú)
- Vs. Arashi (Tháng 4, 2008–nay)
- Cash Cab (Tháng 3, 2008–nay)

## Những phàn nàn liên quan đến phát sóng chương trình
Tháng 6, 2015, trong chương trình "Akira Ikegami Kinkyu Special" phát ngày 6/6/2015 về chủ đề 50 năm bình thường hoá quan hệ Nhật Bản – Hàn Quốc, phần "Vì sao người Hàn Quốc ghét người Nhật Bản?", đài Fuji TV cho chạy phụ đề khi phỏng vấn một học sinh trung học Hàn Quốc rằng: "Em ghét Nhật Bản vì nó làm đau khổ Hàn Quốc" ("I hate Japan because it tormented Korea."), mặc dù đúng ra là "(Hàn Quốc) giàu về văn hoá. Em nghĩ đó là lý do nhiều người nước ngoài tới tham quan. Ngoài ra, đoạn phỏng vấn một người khoảng 30 tuổi cũng bị trình bày sai, khi anh ta biểu đạt "sự căm hờn" (theo phụ đề) nhưng đúng ra là bày tỏ về sự thiếu hối hận của Nhật về sự tàn ác trong thời chiến. Sau đó, Fuji TV đã giải thích rằng, thực ra họ nói về việc ghét Nhật Bản, nhưng lại chạy sai clip về lời nhắn này, nguyên do vì "Chúng tôi đã phát sai các clip vì sự hỗn loạn trong quá trình chỉnh sửa và thất bại của chúng tôi khi kiểm tra các cảnh quay cuối một cách đầy đủ", theo phát thanh viên. Hiện tại, một cuộc lấy chữ ký đã được tiến hành để yêu cầu Fuji TV xin lỗi. Đến giữa trưa ngày 30/06/2015, đã có hơn 2000 chữ ký.